# Chaetopoa
Chaetopoa là một chi thực vật có hoa trong họ Hòa thảo (Poaceae).

## Loài
Chi Chaetopoa gồm các loài: